# Delfim Moreira
Delfim Moreira da Costa Ribeiro (tiếng Bồ Đào Nha: [dewˈfim moˈrejrɐ da ˈkɔstɐ riˈbejru]; 7 tháng 11 năm 1868 - 1 tháng 7 năm 1920) là một chính trị gia Brasil, từng là Tổng thống thứ 10 của Brasil. Ông sinh ra ở bang Minas Gerais với cha người Bồ Đào Nha và mẹ của người Bồ Đào Nha gốc Braxin, người có gốc tích tổ tiên của mình là những người định cư sớm ở Brasil.
Delfim Moreira, phó chủ tịch bầu cử dưới thời Rodrigues Alves năm 1918, đã cai trị tạm thời đất nước này khi Hiến pháp Brasil cung cấp cho các cuộc bầu cử mới trong trường hợp tàn tật của Tổng thống trước khi hoàn thành hai năm tại nhiệm. Rodrigues Alves không bao giờ vào văn phòng, vì ông bị ảnh hưởng bởi "cúm Tây Ban Nha" và chết ngày 16 tháng 1 năm 1919. Bản thân Delfim Moreira cũng không có sức khoẻ tốt, bị một số điều kiện tâm lý, do đó nhiệm kỳ ngắn của ông được gọi là " Chính quyền "kể từ khi Bộ trưởng Bộ Giao thông Vận tải và Công trình Chính phủ, Afrânio de Melo Franco, đứng ra trong quá trình ra quyết định của Tổng thống.
Ba ngày sau khi chính quyền mới tiếp quản đất nước, cuộc tổng đình tấn công thủ đô và thành phố Niterói. Tổng thống đã ra lệnh đóng cửa các liên đoàn ở Rio de Janeiro vào ngày 22 tháng 11.
Ngày 21 tháng 6 năm 1919, một phe phái bất đồng chính kiến của những người vô chính phủ thành lập Đảng Cộng sản Brasil. Bốn tháng sau, chính phủ đã trục xuất khỏi đất nước khoảng một trăm người, chủ yếu là người nước ngoài, làm việc trong phong trào công nhân của các thành phố São Paulo, Santos, Rio de Janeiro và Niterói, do phát hiện ra một âm mưu bị cáo buộc nhằm vào Lật đổ chính phủ.
Khi Epitácio Pessoa đảm nhận vai trò lãnh đạo chính phủ, Moreira trở thành Phó Chủ tịch. Ông qua đời tại thành phố Santa Rita do Sapucaí, ngày 1 tháng 7 năm 1920. Ông đã được Bueno de Paiva kế nhiệm.